# والتر جوديفروت
والتر جوديفروت مواليد 2 يوليو 1943 في غنت، هو دراج بلجيكي سابق في صنف سباق الدراجات على الطريق. سبق أن شارك في دورة الألعاب الأولمبية الصيفية وفاز بميدالية أولمبية.

## سجل النتائج

### سباقات أو مراحل فاز بها
- طواف فرنسا
- طواف إسبانيا
- طواف سويسرا

## الميداليات
| الميدالية | المسابقة                       |
| --------- | ------------------------------ |
| برونزية   | الألعاب الأولمبية الصيفية 1964 |

## روابط خارجية
- والتر جوديفروت على موقع أرشيف الدراجات (الإنجليزية)
- والتر جوديفروت على موقع إحصائيات الدراجات الإحترافية (الإنجليزية)
- والتر جوديفروت على موقع CycleBase (الإنجليزية)
- والتر جوديفروت على موقع أوليمبيديا (الإنجليزية)